# Bolesław Talago

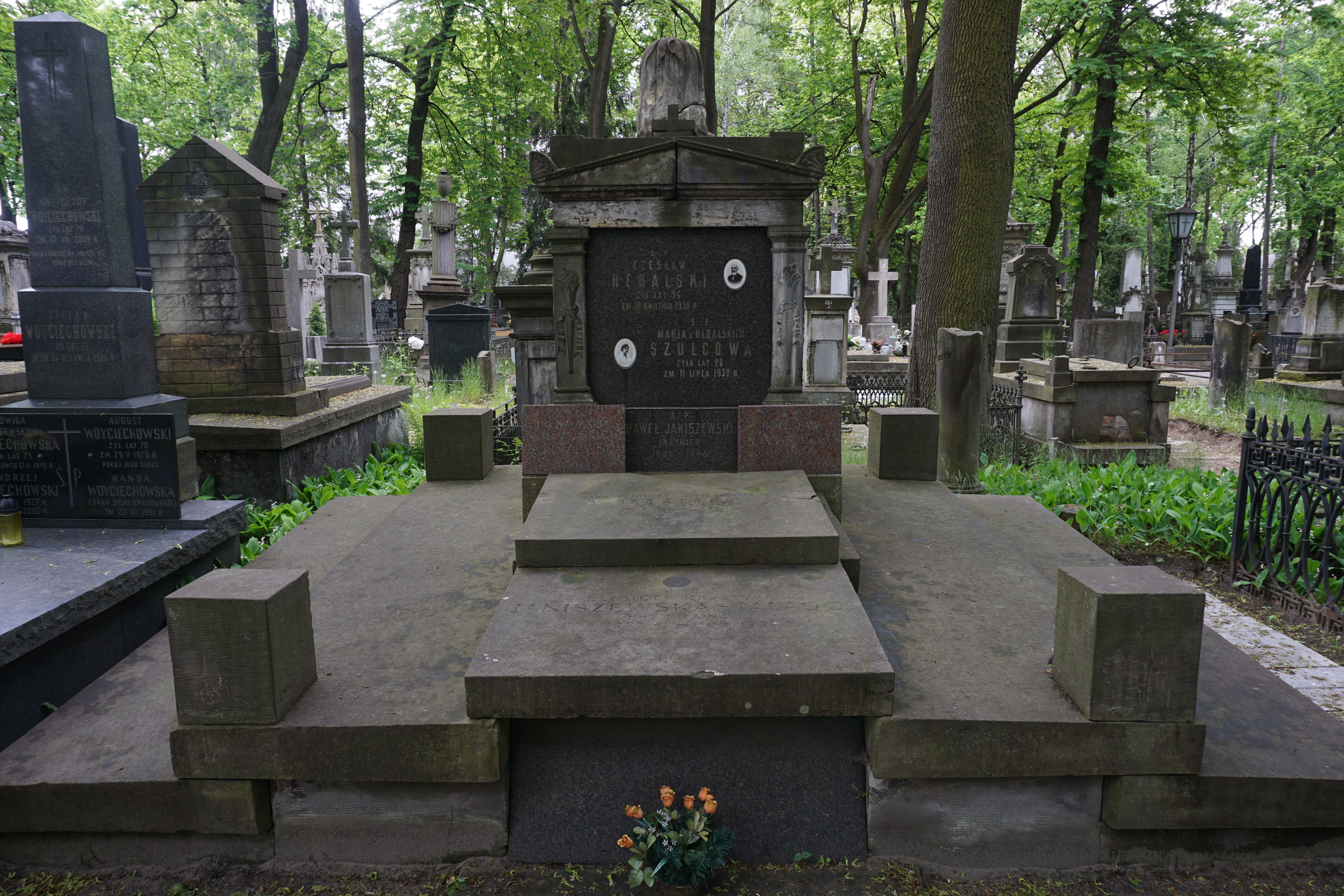
Grób Bolesława Talagi na cmentarzu Powązkowskim

Bolesław Talago-Sławoj (Bolesław Talago junior) (ur. 22 grudnia 1919 w Kamieńcu Podolskim, zm. 21 lutego 1976 w Warszawie) – inżynier i prekursor sportów motorowodnych w Polsce.

## Życiorys
Był synem Bolesława Talago inżyniera mierniczego (1886–1960) i Katarzyny Talago z domu Sołonienko. Matka ukończyła kursy pielęgniarskie w Rumunii. Rodzina przenosiła się z Kamieńca Podolskiego do Torunia, następnie do Grudziądza, Grodna, Bielska Podlaskiego i Wilna. Talago-Sławoj miał troje rodzeństwa. Przed wybuchem wojny uczęszczał do szkoły w Wilnie i brał aktywny udział w sportach pływackich. Na jesieni 1938 roku wyjechał z Wilna do Lwowa. W czasie wojny rodzina mieszkała w Wilnie. Ojciec, inżynier mierniczy, był aresztowany w 1943 roku i zesłany do obozu przymusowej pracy w Prawieniszkach. W czasie wojny Talago-Sławoj (junior), był podoficerem I Armii Wojska Polskiego w 1 Warszawskiej Brygadzie Armat gdzie otrzymał stopień chorążego. Służył jako szef zwiadu; w lutym 1945 roku został ranny w walkach o Nadarzyn. Był szefem sztabu w 3 dywizjonie armat.
Po wojnie był m.in. pracownikiem Ministerstwa Pracy, Płac i Spraw Socjalnych, działaczem Polskiego Związku Pływackiego i Polskiego Związku Motorowodnego, organizatorem narciarstwa wodnego w Polsce, m.in. jego staraniem powstała Komisja Narciarstwa Wodnego. W 1964 roku prowadził pierwsze kursy sędziowskie, był wieloletnim sędzią sportowym.

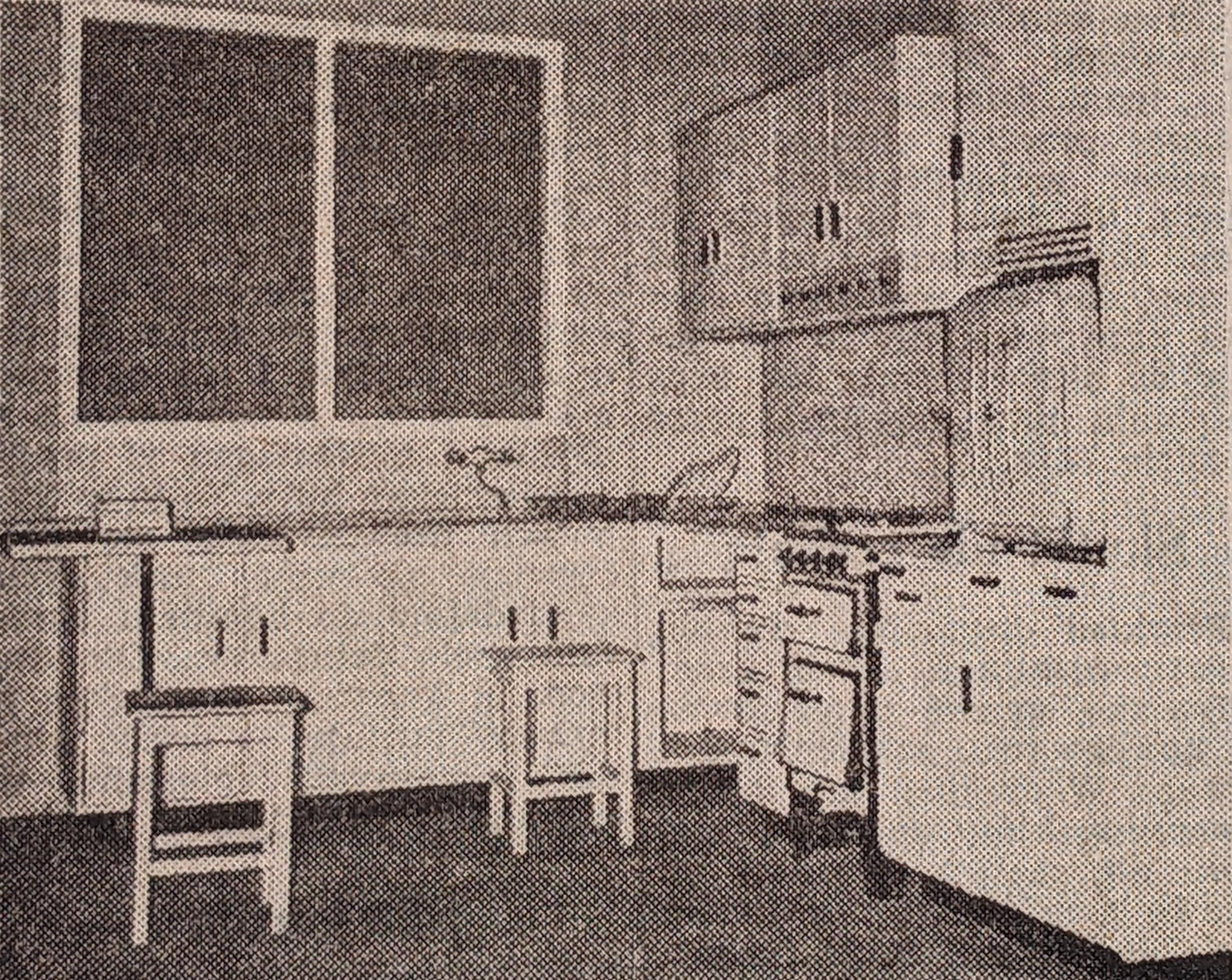
Projekt kuchni B. Talago na Targi Poznańskie w 1958 r. Projekt „oparty na wzorach szkoły szwedzkiej”

Jako inżynier zajmował się m.in. projektowaniem mebli. W 1958 roku opisywano prototyp jego mebli kuchennych zaprojektowanych na pierwszą po wojnie wystawę „o naszym domu” na jesienne Targi Poznańskie.
Był ożeniony z Haliną Talago z domu Pancewicz, z którą miał dwoje dzieci. Miał syna z Joanną Flatau. W 1963 roku ożenił się z Elżbietą Janiszewską.
Odznaczony Krzyżem Kawalerskim Orderu Odrodzenia Polski, Złotym Krzyżem Zasługi, Krzyżem Walecznym, Orderem Czerwonej Gwiazdy.
Jest pochowany na cmentarzu Powązkowskim (kwatera 15-6-22).